# 藤本晶子
藤本 晶子（ふじもと しょうこ、1982年4月26日 - ）は、東海テレビ放送の元アナウンサー。

## 人物
- 山口県防府市佐波出身。山口県立防府高等学校、フェリス女学院大学文学部卒業。
- 2005年に札幌テレビ放送入社（同期は寺田礼子、藤井孝太郎、宮田愛子）。
- 2007年3月末日付で札幌テレビを退社、同年4月1日付で東海テレビに入社（同期は杉山真一）。
- 関西テレビ放送アナウンサー・藤本景子は実姉。また、兄もいる。
- 血液型A型。身長163cm。
- 愛称は「ふじもっちゃん」「ふじもん」「しょこたん」。
- 2014年4月1日付で産休に入ったが、2015年7月1日付で復帰。
- 2020年5月30日からスタートした、在名民間放送局5社が地元を応援する「こころをひとつに」プロジェクトの共同CMに、東海テレビ代表として出演している。[1]
- 2021年6月21日のスイッチ! で6月25日の放送をもって第2子妊娠による産休に入る事を報告した、2022年9月より復帰、2023年8月頃アナウンサープロフィールページから削除された異動か退社かは不明

## 過去の出演番組

### 札幌テレビ
テレビ
- どさんこワイド204（2005年6月13日放送）
- 24時間テレビ 「愛は地球を救う」（2005年8月27日・28日放送、和久井薫班中継レポーター）
- おしえて!北のなるほ堂（2005年9月11日放送）
- 朝6生ワイド（2005年10月[2]5日 - 2006年9月29日）
- なまおん（2006年10月～2007年3月）

ラジオ（STVラジオ制作）
- スーパーヒットチャートなまらん（2006年10月 - 2007年3月）
- アイヌ語ラジオ講座
- スピカちゃん占い

### 東海テレビ
- デニーロ!
- 東海テレビ 土曜スーパーニュース（2009年10月 - 2010年3月）
- 中日新聞テレビ日曜夕刊（2009年10月 - 2010年3月）
- ぴーかんテレビ（リポーター）
- WHAT'S 名古屋港
- リポートあいち
- あげテンッ（ナレーター、開始 - 2010年3月）
- FNN東海テレビスーパーニュース（清水美紀の代役として出演、2010年度のみ、2010年4月 - 2011年3月）
- ドラゴンズTODAY
- ぷれサタ!（メインキャスター、2010年10月 - 2013年3月）
- メンクイな魔女たち
- 無限大プロレス ドラゴンゲート
- 主役はキミだ!わんだほキッズ（土曜日:ナレーション）
- みんなのニュース ONE【土曜】（2016年4月2日 - 2018年3月31日）
- SKE48 むすびのイチバン!（2017年4月25日 -2019年3月27日 ：ナレーション）
- 「こころをひとつに」プロジェクト 共同CM（2020年5月30日 - 9月30日）
- FNN東海テレニュース（不定期出演）
- スイッチ!（ナレータ、【2回目】2022年10月-、）[3]